# Walter De Maria

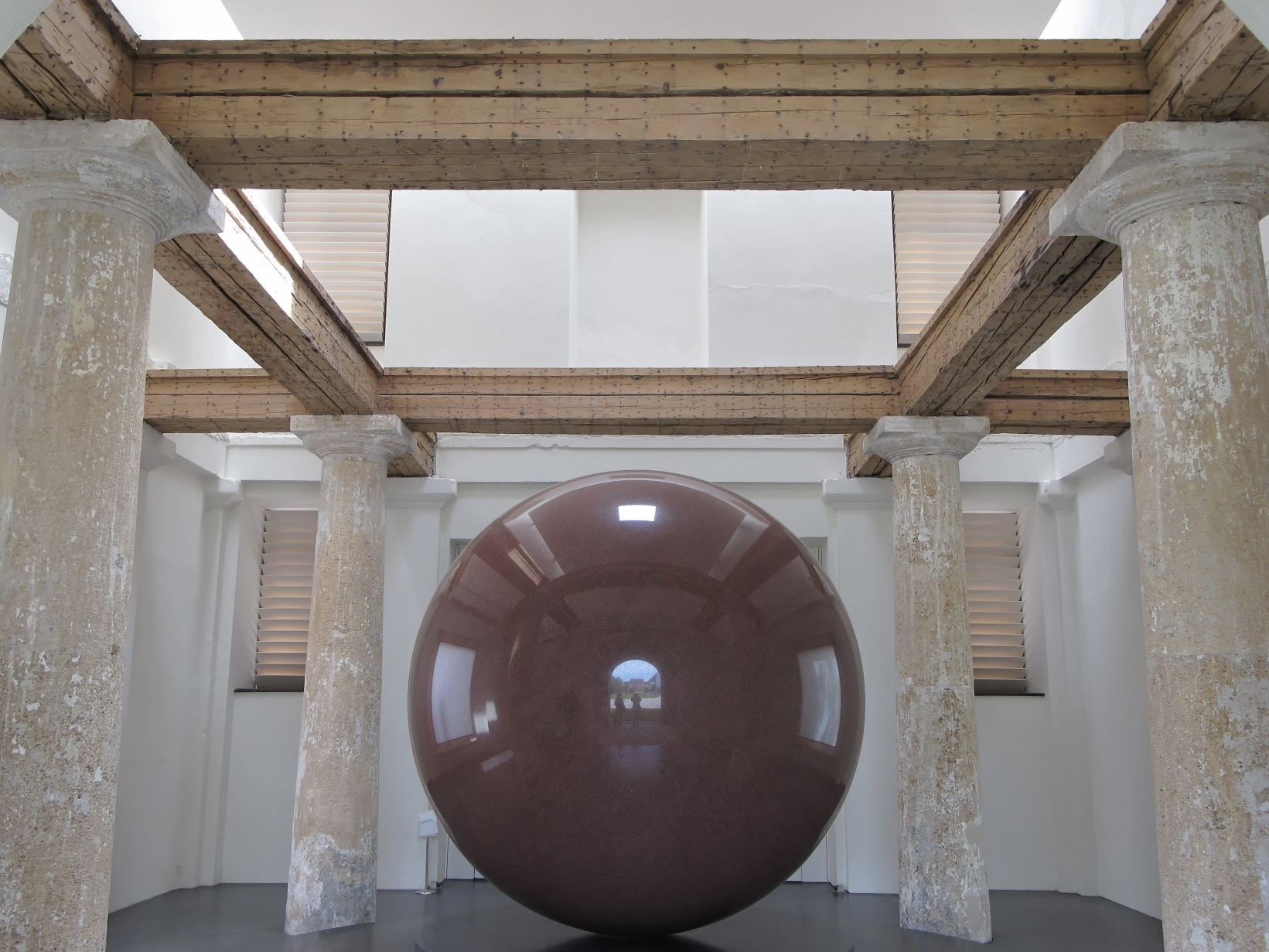
Large Red Sphere i Türkentor, München, Tyskland.

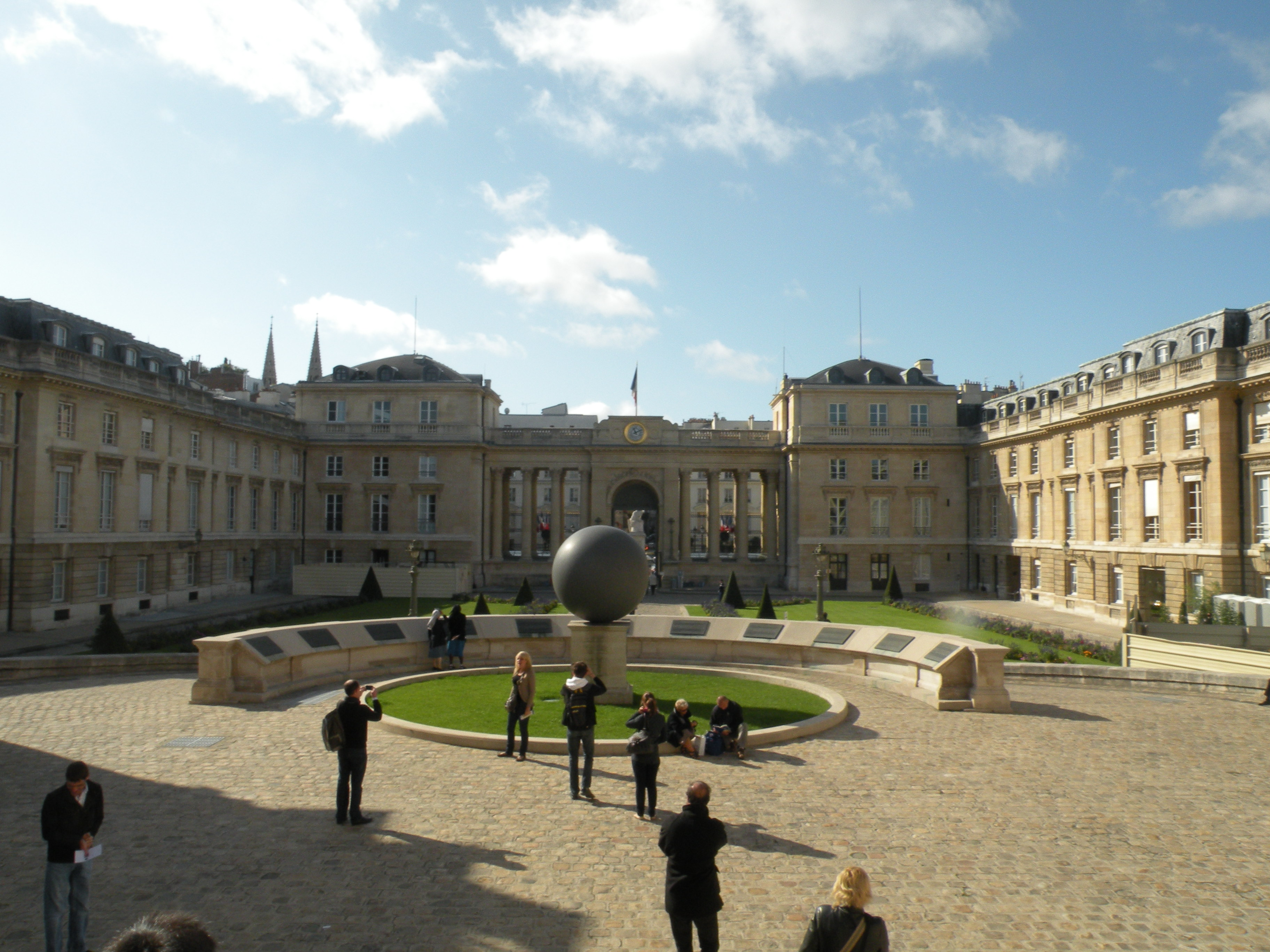
Sphere of Human Rights vid Palais Bourbon i Paris

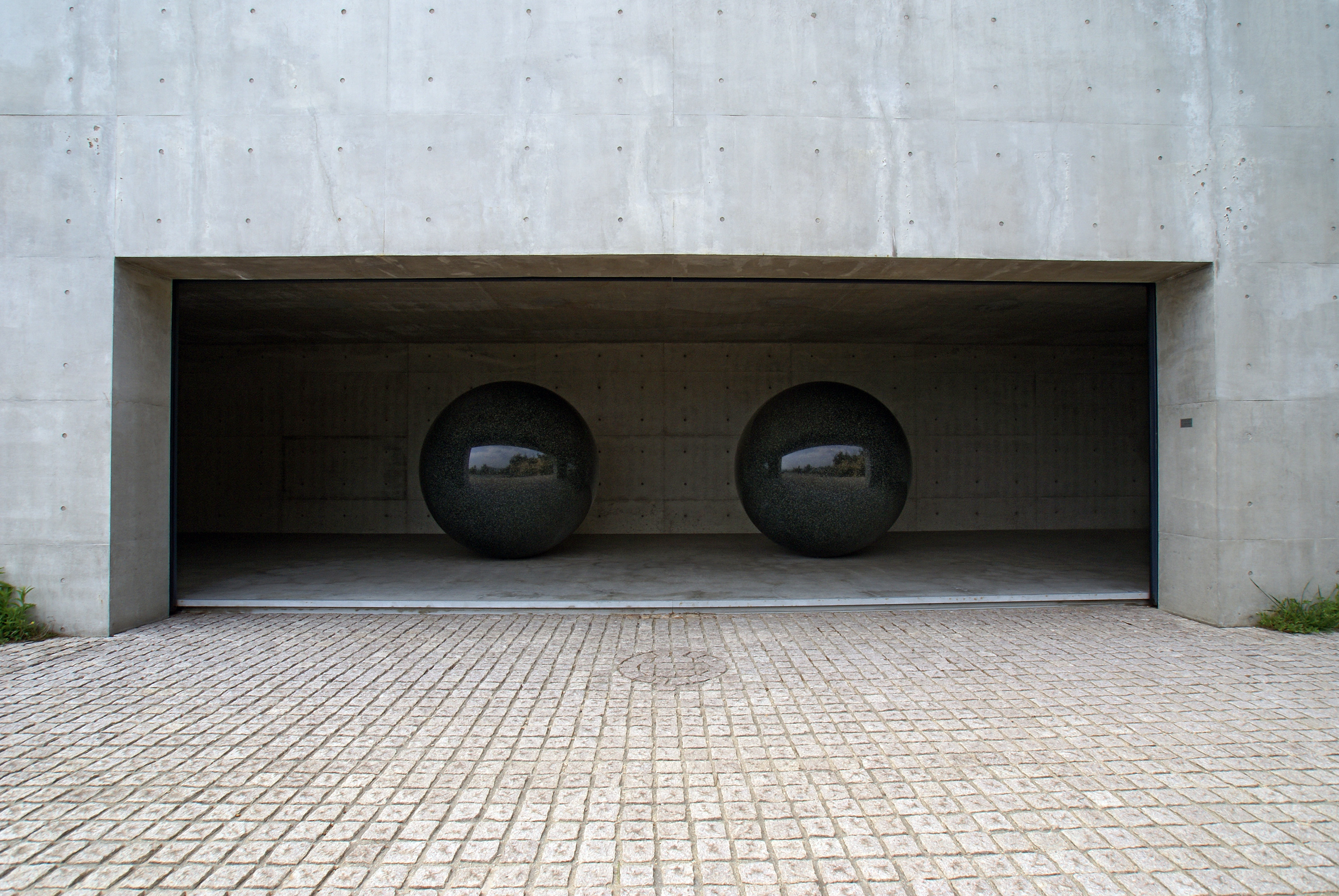
Seen/Unseen Known/Unknown på Chichu Art Museum på ön Naoshima i Kagawa prefektur i Japan

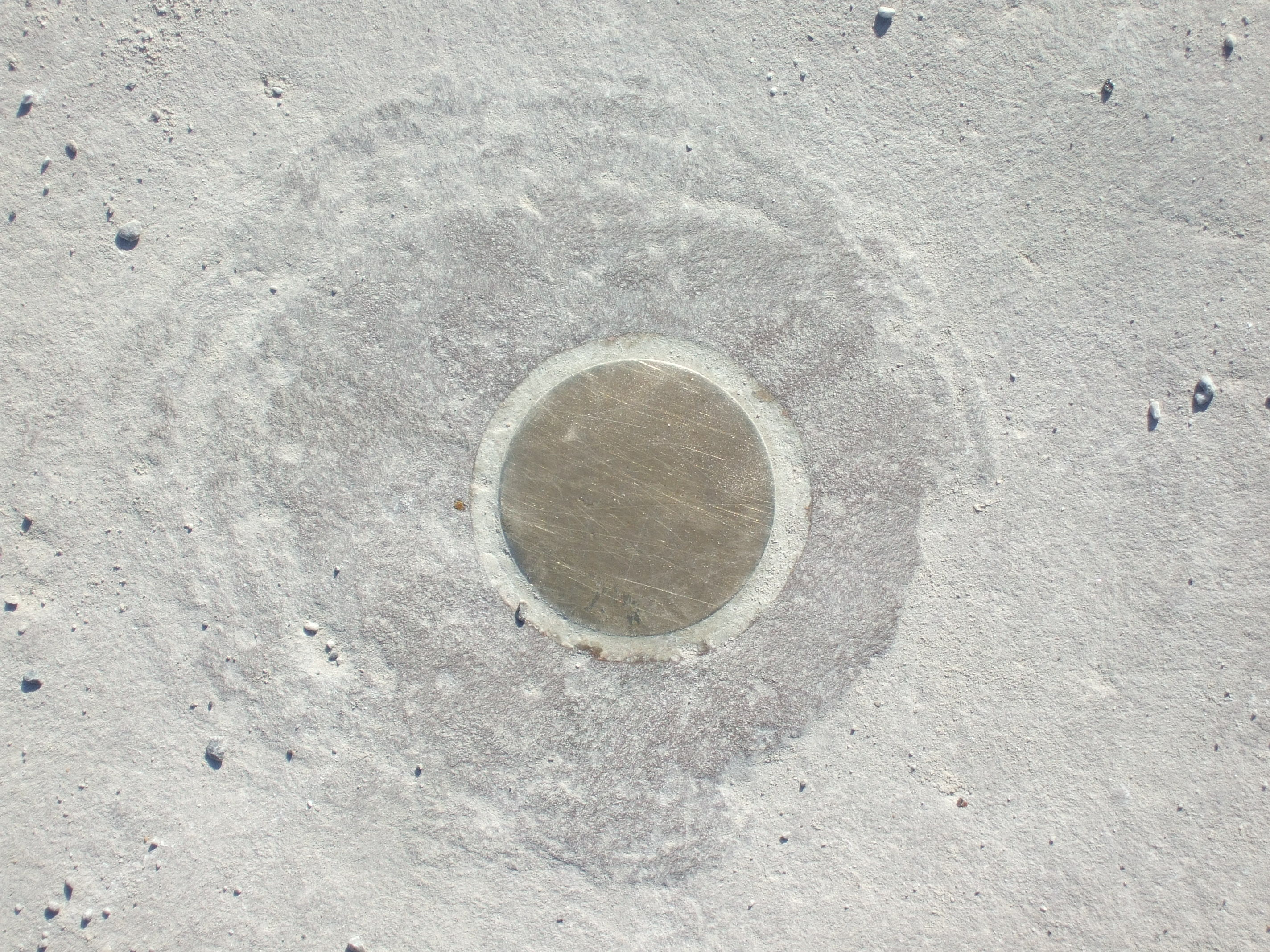
Vertikaler Erdkilometer i Kassel i Tyskland, 1977, sandstensplatta med den avslipade toppen av en ett tusen meter lång ten i mässing

Walter Joseph De Maria, född 1 oktober 1935 i Albany i Kalifornien i USA, död 25 juli 2013 i Los Angeles i Kalifornien, var en amerikansk konstnär. Han bodde och arbetade i New York och förknippas med minimalism, konceptkonst och jordkonst.
Walter Joseph De Marias föräldrar var restaurangägare i Albany. Walter De Maria började som musiker på piano och trummor. Han studerade från 1953 historia på University of California Berkeley med en kandidatexamen 1957 och en magisterexamen i måleri 1959. År 1960 flyttade han till New York, där han bodde livet ut.
På 1960-talet deltog Walter De Maria och hans vän avantgardekompositören La Monte Young i happenings och teateruppsättningar i San Franciscoregionen. Hans tidiga skulpturer från 1960-talet var påverkade av Dada, suprematism och konstruktivism. Han använde sig av enkla geometriska former och av industriellt tillverkade material som rostfritt stål och aluminium, material som också var vanliga i minimalistisk konst. Med stöd av konstsamlaren Robert Scull (1918–1985) började De Maria skapa konstverk i metall 1965. 
Han deltog i konstutställningen 4. documenta i Kassel 1968, Documenta 5 1972 och Documenta 6 1977.
Han gifte han sig med Susanne Wilson 1961.

## Installationer
Från 1968 gjorde Walter De Maria minimalistskulpturer och -installationer som Erdraum i München 1968. Han genomförde jordkonstprojekt i öknarna i sydvästra USA. Där syftade han till att landskap, natur, ljus och väderförhållanden skulle åstadkomma intensiva fysiska och inre upplevelser. Han betonade att konstverken avsåg att få betraktarna att reflektera mer över jorden och dess plats i universum. 
The Lightning Field i västra New Mexico från 1977 är Walter De Marias mest kända installation. Den består av 400 stänger av rostfritt stål som är placerade i ett noga uträknat nätverk på en yta av en engelsk mil × en kilometer. Tiden på dagen och vädrets olikheter gör att verkets optiska effekter varierar. Vid sällsynta åsknedslag lyser det upp.
Från 1960- och 1970-talen finns flera bestående installationer i stadsmiljö. De ömsesidigt kompletterande Vertikaler Erdkilometer/Vertical Earth Kilometer från documenta 6 i Kassel 1977 och The Broken Kilometer från 1979 berör det abstrakta i ett stort avstånd. Vertikaler Erdkilometer är en en kilometer lång mässingsstång med fem centimeters diameter, som är borrad rakt ned mot jordens mittpunkt på Friedrichsplatz i Kassel. The Broken Kilometer består av 500 tvåmeterslängder av en likadan mässingsstång, vilka, utlagda i parallella rader, utgör en permanent installation på 393 West Broadway i New York.
En tredje permanent installation i stadsmiljö är New York Earth Room från 1977. Den består av 250 cubic yards av steriliserad jord, som fyller ett 334 kvadratmeter stort rum till ett djup av 56 centimeter. Den är en variant av Erdraum från München 1968. Installationen finns sedan 1980 på 141 Wooster Street i New York.
The Broken Kilometer är också ett verk i serien av monumentala skulpturer med ett horisontellt perspektiv. Det visar grupper av föremål, som får sin plats efter en exakt kalkyl. Serien innefattar 360°/I-Ching från 1981, A Computer Which Will Solve Every Problem in the World/3-12 Polygon  från 1984, 13, 14, 15 Meter Rows från 1985, Apollo's Ecstasy från 1990 och The 2000 Sculpture från 1992.
År 1989 installerades sfären Sphere of Human Rights av polerad granit på borggården till Frankrikes nationalförsamlings byggnad Palais Bourbon i Paris, och senare 2000 och 2004 konstverk med sfärer för två museer på ön Naoshima i Japan: Naoshima Contemporary Art Museum och Chichu Art Museum. En 25 tons sfär av sten, Large Red Sphere från 2000, installerades 2010 i  Türkentor i München.